# プライデルスハイム
プライデルスハイム (ドイツ語: Pleidelsheim) はドイツ連邦共和国バーデン＝ヴュルテンベルク州ルートヴィヒスブルク郡に属す町村（以下、本項では便宜上「町」と記述する）である。この町は郡庁所在地ルートヴィヒスブルクの北約 8 km に位置している。この町は、シュトゥットガルト地域（1992年まではミットレラー・ネッカー地域）およびシュトゥットガルト大都市圏周縁地域に含まれる。

## 地理

### 位置
プライデルスハイムは、ルートヴィヒスブルクの北約 8 km、シュトゥットガルトの北約 20 km の、ネッカー盆地に属す広く平らな谷に位置している。リーリングスハウゼン近郊のハルトヴァルトにある無人の飛び地は、シュヴェービシュ＝フレンキシェ・ヴァルベルゲ（シュヴァーベン＝フランケン森林山地）に属す。町域の面積は 10.18 km2である。最低地点は海抜 182 m、最高地点は海抜 243 m である。町はネッカー川蛇行部に位置しており、リートバッハ川が町内を流れている。リートバッハ川は、町の西端でネッカー川に合流する。ネッカー川に沿ってアルトネッカー自然保護区とプライデルスハイマー・ヴィーゼンタール自然保護区が伸びている。これは川沿いの草地や湿地のビオトープを特徴としている。プライデルスハイムは、郡東部の飛び地として、広さ 186 ha の町有林を有している。

### 隣接する市町村
プライデルスハイムは、北はほんの短い区間であるがムンデルスハイムに接し、さらにシュタインハイム・アン・デア・ムル、東はムル、南東はベニンゲン・アム・ネッカー、南はフライベルク・アム・ネッカー、西はインゲルスハイムと境を接している。以上の市町村はいずれもルートヴィヒスブルク郡に属す。

### 自治体の構成
プライデルスハイムには、プライデルスハイム、ゾネンホーフ農場、水力発電所、および廃止された地区クーヒェンバッハ＝ザンクト・アナが属している。プライデルスハイム南部の農場は、現在もザンクト・アナと呼ばれている。1553年からリーリングスハウゼン近郊のハルトヴァルトの一部がプライデルスハイムに属している。

### 土地利用
| 土地用途別面積     | 面積 (km2) | 占有率 |
| ------------------ | ---------- | ------ |
| 住宅地および空き地 | 0.67       | 6.6 %  |
| 産業用地           | 0.43       | 4.2 %  |
| レジャー用地       | 0.21       | 2.0 %  |
| 交通用地           | 1.08       | 10.6 % |
| 農業用地           | 5.32       | 52.2 % |
| 森林               | 1.79       | 17.6 % |
| 水域               | 0.31       | 3.1 %  |
| その他の用地       | 0.37       | 3.6 %  |
| 合計               | 10.18      |        |

州統計局の2018年12月31日現在のデータによる。

## 歴史

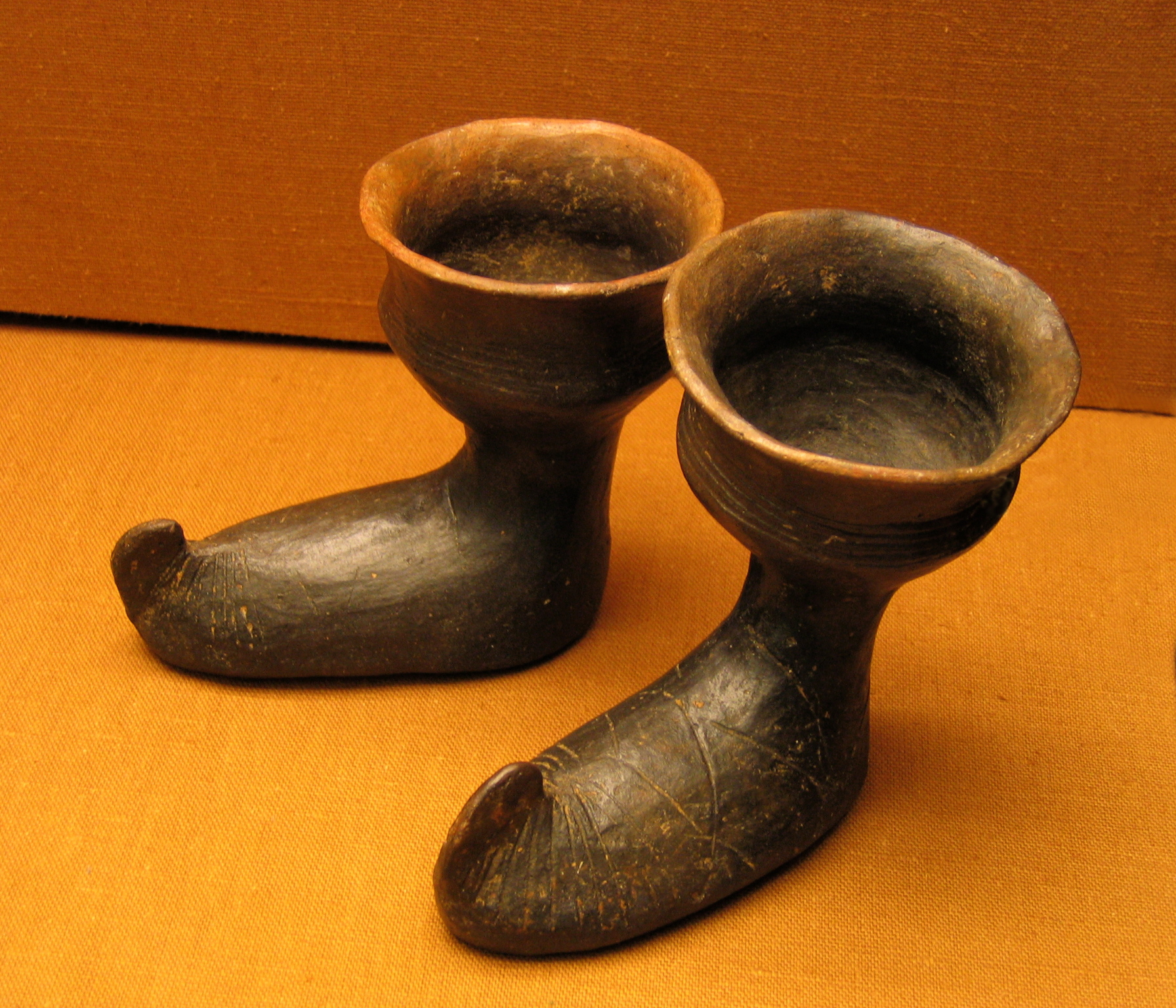
フランク＝アレマン墓地の女性墓 Nr. 140 から出土した靴型陶器

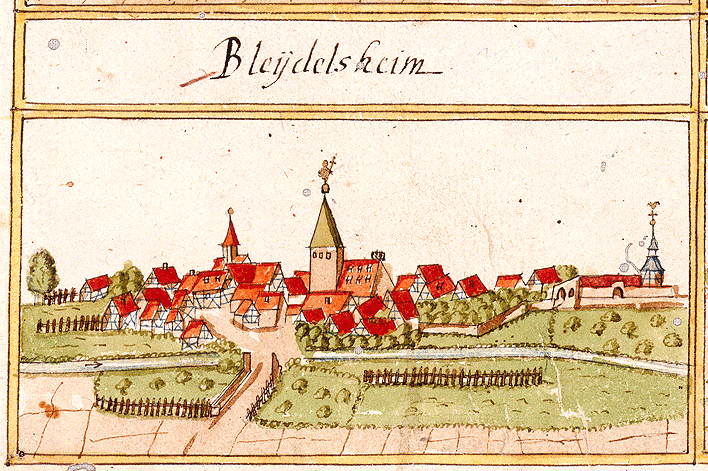
1682年頃にアンドレアス・キーザーによって描かれたプライデルスハイム

ローマ時代やケルト人・ゲルマン人以前から既に、プライデルスハイムの湿潤な低地には石器時代の人間が定住していた。村落自体は、6世紀から7世紀のフランク人＝アレマン人に起源を持つ。地名は、現在の町域内（現在のムンデルハイマー通り付近）に農場を有していたビルドルフ某に由来する。古い年代記や地図には、Blidolvsheim という表記が見られる（927年 Blidoluesheim、12世紀 Blidelssheim、1300年 Blidolfishain）。5世紀から7世紀に町の北端にフランク人＝アレマン人の墓地が設けられた。1969年と1989年から1990年の発掘で250基以上の墓が発見された。
プライデルスハイムは、794年にロルシュ修道院へ寄進された際に Blidolvesheim としてロルシュ文書に初めて記録された。この集落はその所有者を何度も替えた: 972年 シュパイアー司教領、12世紀初め ヒルザウ修道院、1245年 バックナング修道院、1455年 ヴュルテンベルクといった具合である。12世紀にはシュタウフェン家の勢力範囲にあった。
16世紀から17世紀に多くの歴史的建造物が建設された。1587年に聖アナ礼拝堂の存在が確認されている。1693年フランス軍司令部がここに置かれた。
20世紀初めまでプライデルスハイムはもっぱら農業の町であった。。主な産品は穀物であったがタバコも栽培されていた。1709年から始まった本格的なタバコ栽培は1991年に終了した。1724年からトウモロコシが栽培され、1929年からプライデルスハイムでは多くのアスパラガスが栽培されている。三圃式農業の導入は、農業製品の改良をもたらした。現在、11の非常住農場がある。
プライデルスハイムは1463年から1938年までオーバーアムト・マールバッハに属した。それ以後はルートヴィヒスブルク郡の一部となっている。

## 住民

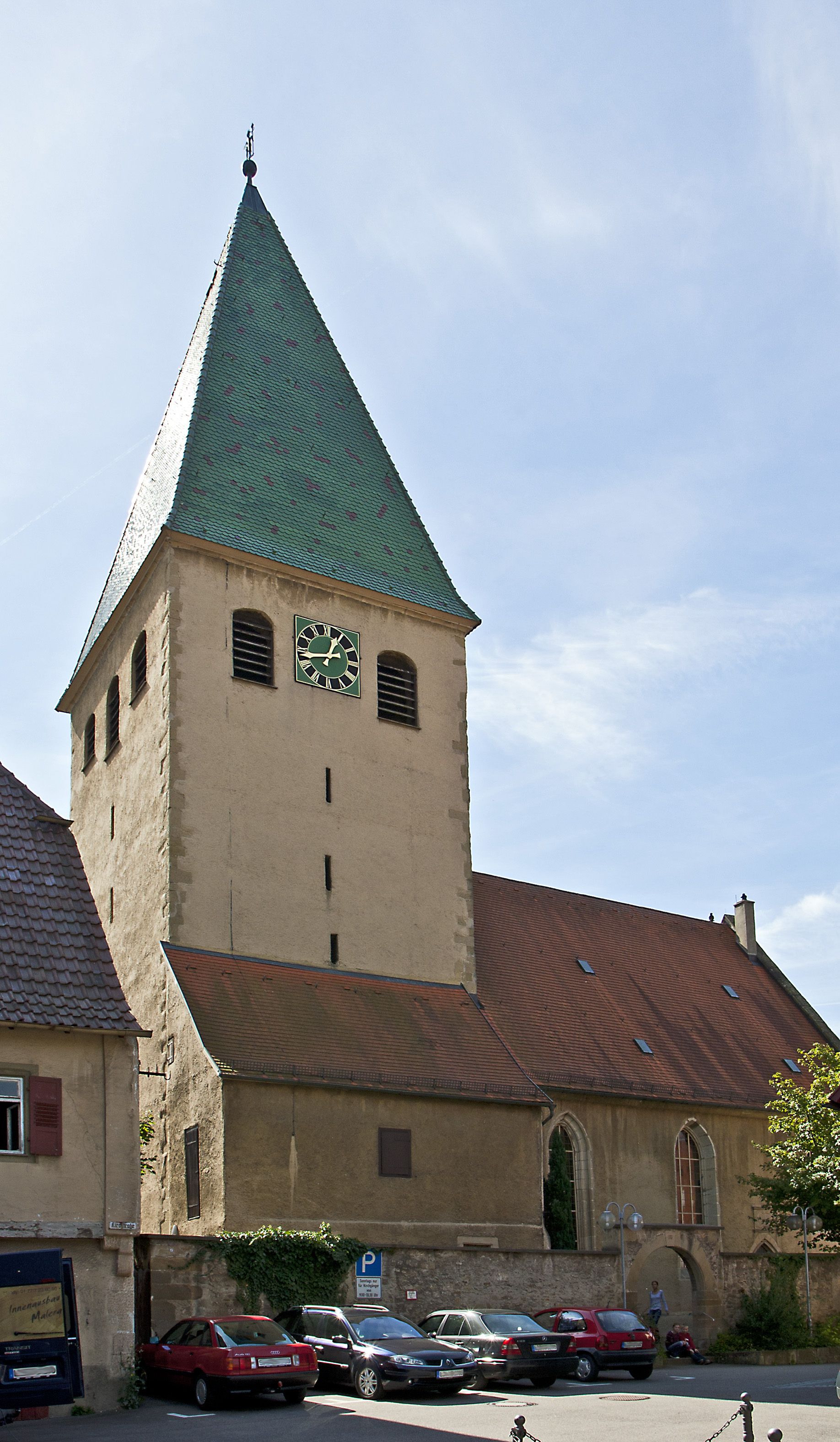
福音主義マウリティウス教会

### 宗教
16世紀に宗教改革がなされて以降、プライデルスハイムは主に福音主義（12世紀に建設されたマウリティウス教会）の町であった。第二次世界大戦末期に流入した避難民によってこの町にカトリックが再びもたらされた。これにより、1955年にカトリックの聖ペトルスおよびパウルス教会が建設された。また、福音主義＝メソジスト教会もある。さらにはムスリムの礼拝施設ファティー＝モスクもある。
2016年12月31日現在、住民の 33.03 % が福音主義、25.36 % がカトリック、41.60 % がその他の宗教を信仰しているか無宗教である。その他の宗教または無宗教者の比率は2016年1年間で約 1.88 % 増加した。

### 人口推移
| 年   | 人口（人） | 男性比率 (%) | 外国人比率 (%) |
| ---- | ---------- | ------------ | -------------- |
| 1871 | 1,225      | 45.87        |                |
| 1900 | 1,135      | 46.34        |                |
| 1933 | 1,029      | 49.17        |                |
| 1950 | 1,602      | 46.94        |                |
| 1961 | 2,282      | 49.91        | 3.19           |
| 1965 | 3,130      | 51.56        |                |
| 1972 | 4,061      | 49.34        | 12.48          |
| 1982 | 4,171      | 49.10        |                |
| 1992 | 5,226      | 48.14        | 16.76          |
| 1998 | 6,028      | 49.92        | 17.71          |
| 2002 | 6,256      | 48.59        | 17.08          |
| 2010 | 6,272      | 49.16        | 16.37          |
| 2015 | 6,284      | 49.36        | 18.17          |
| 2019 | 6,347      | 49.5         | 18.9           |

## 行政

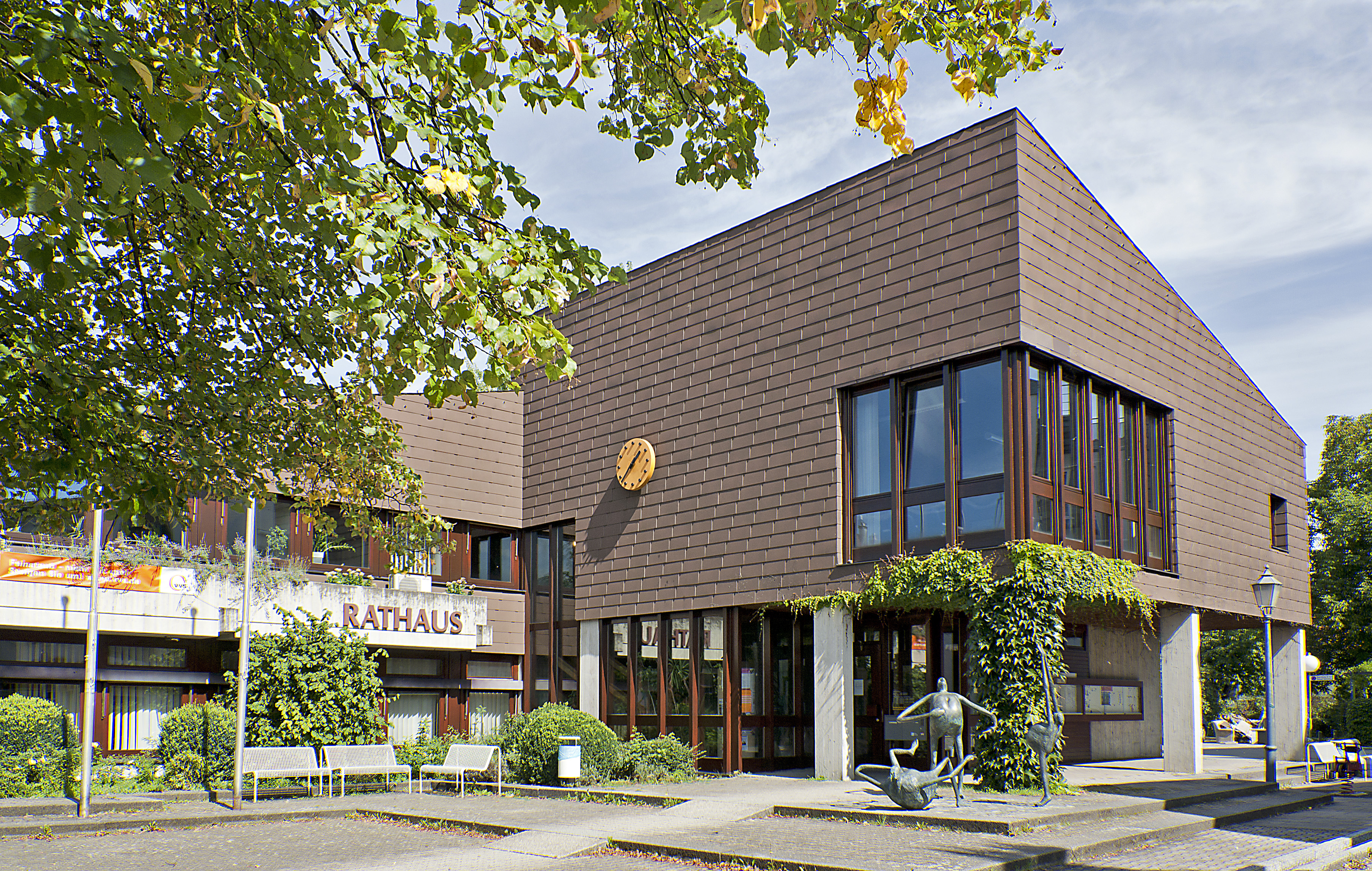
プライデルスハイムの町役場

### 議会
プライデルスハイムの町議会は14議席である。議会は、直接選挙で選出された14人の名誉職の議員と、議長を務める町長からなる。町長は、町議会において投票権を有している。

### 首長
- 1948年 - 1960年: ヘルマン・ケラー
- 1960年 - 1982年: エーバーハルト・ジーグレ
- 1982年 - 1998年: エルヴィン・パウルス
- 1998年 - 2001年: ウルリヒ・バーマー
- 2001年 - : ラルフ・トレットナー

トレットナーは2017年6月の選挙で 95.97 % の支持票を獲得し、さらに8年の任期を得た。

### 紋章と旗
紋章は、金地に斜め十字に組み合わされた2本の黒い両端に鉤のあるフック。かつての境界石には「B」の文字（古い表記に基づく）が用いられていた。町の印章は、両端に鉤のあるフックが1本であった。町は、1937年にこれを2本に「倍増」し、現在の紋章が創られた。
町の旗は赤 - 白で、1954年9月13日に認可された。町の旗と州の旗を区別するために、町の旗には、紋章とは異なる色が意図的に選ばれた。

### 姉妹自治体
- フェルテーセントミクローシュ（ハンガリー語版、英語版）（ハンガリー、ジェール・モション・ショプロン県）1987年[15]

## 文化と見所

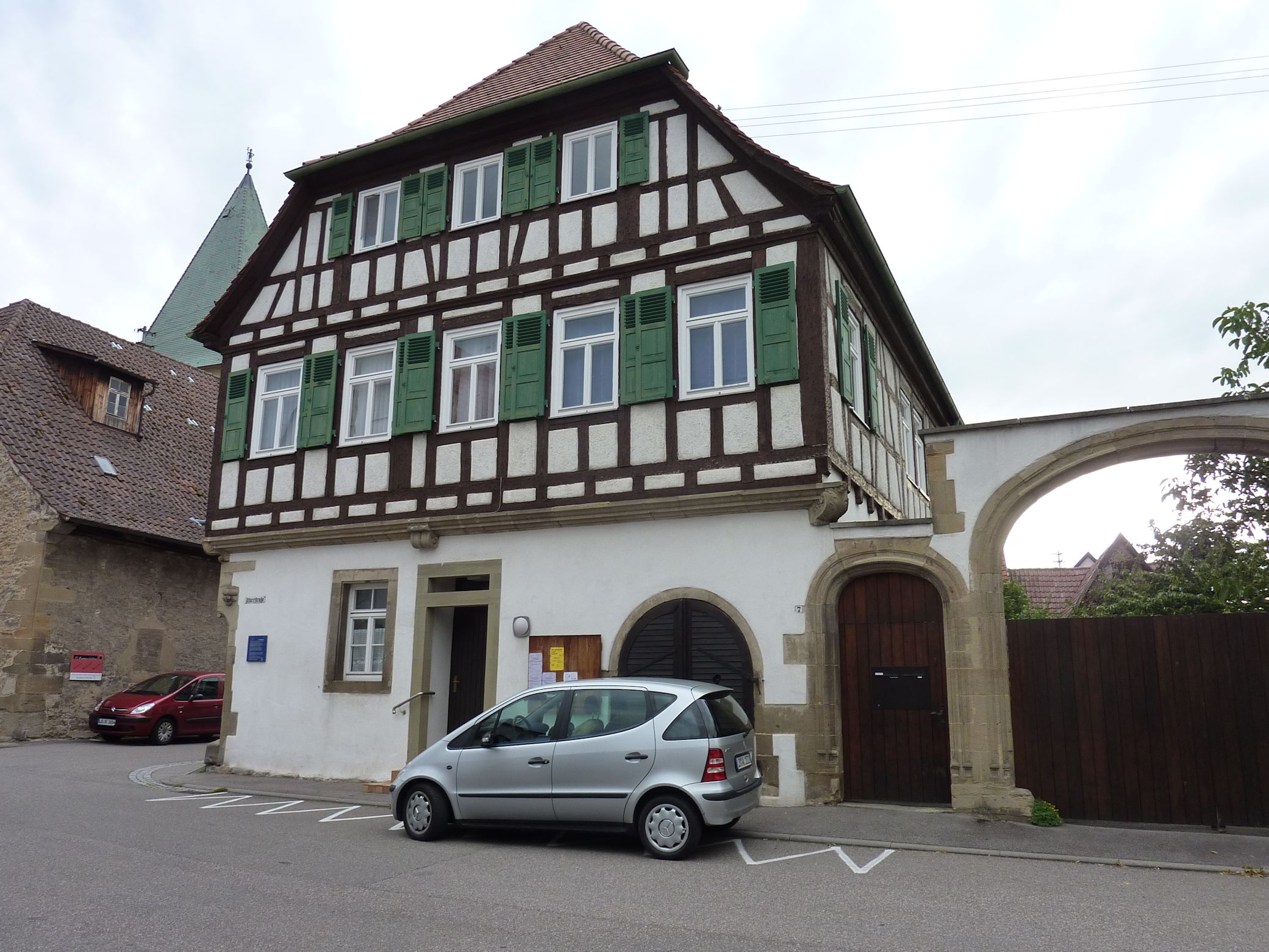
プライデルスハイムの牧師館

### 博物館
プライデルスハイムには、クラウザー記念二輪車博物館、郷土博物館、1998年からは牧師館に福音主義教会博物館がある。

### 音楽
GSV プライデルスハイム e.V. の歌唱部門には、多くの合唱団がある。消防団の音楽隊による、2組のブラスアンサンブルが活動している。フライベルク・アム・ネッカー/プライデルスハイム青年音楽学校 e.V. では様々な楽器、歌、演劇、バレエを学ぶことができる。

### 建築

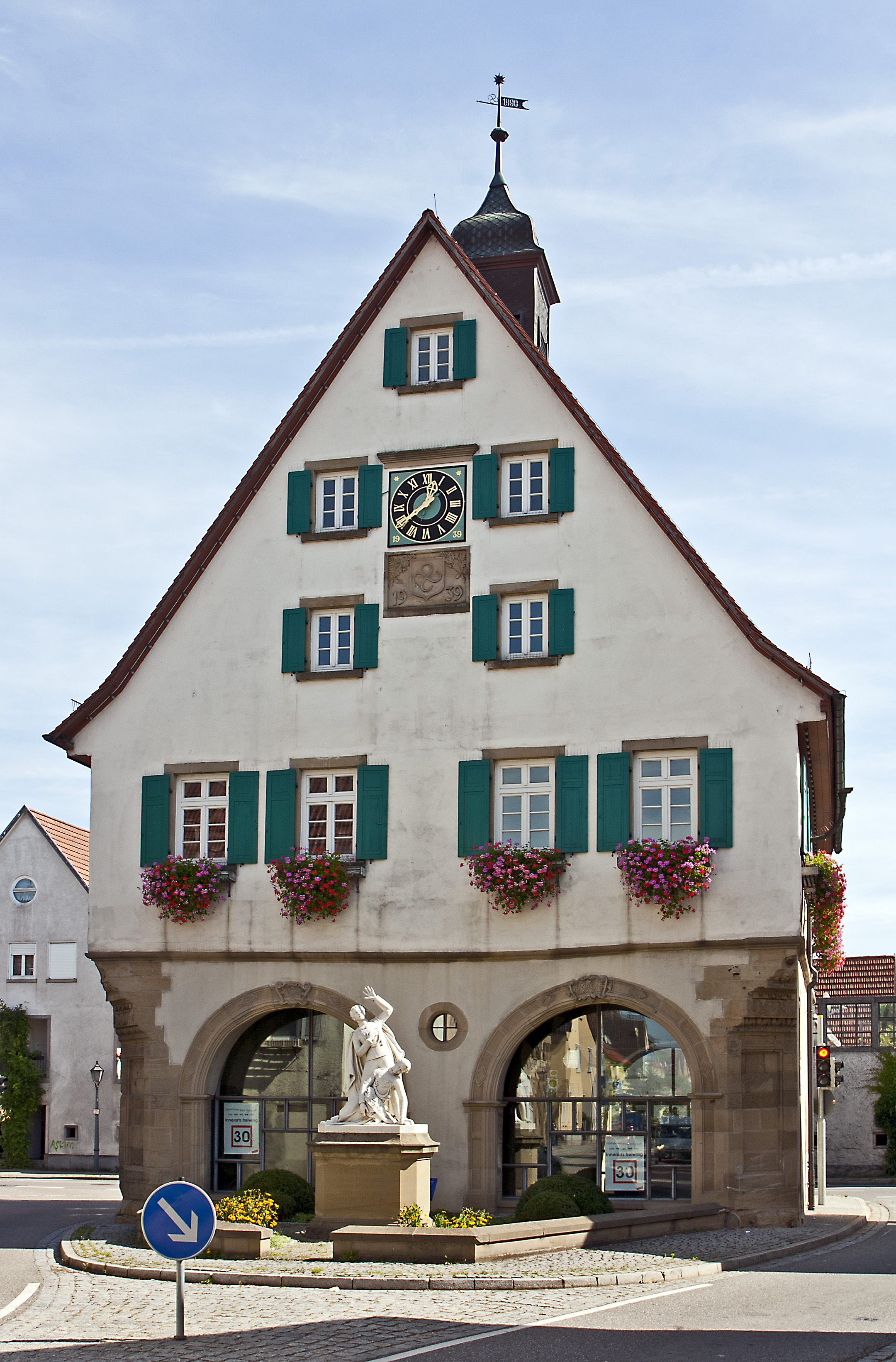
プライデルスハイムの旧町役場

- ロマネスク様式のマウリティウス教会は、1300年頃に記録されている。この教会は、遠くからも観ることができるこの町の象徴的建造物となっている、14世紀に建設された重厚感のある防衛塔を有している。これはこの地域に現存する最も古い教会塔の1つである。教会自体は、時代とともに何度も増改築がなされた。現在の姿は、1586年にゲオルク・ベールによってもたらされた。重量感のある平天井の砂岩建築は、その内部に 17世紀の絵画で装飾された広い2階席を有している。その絵画と同じ頃に講壇も造られた。
- マウリティウス教会のすぐ近くに牧師館（17世紀の木組み建築）、水車（かつてのブドウ搾り小屋、1511年の石造建築）、旅館オクゼン（1600年頃）、ハーゼンホーフ（1586年改築）および16世紀から17世紀の数多くの木組み建築がある。1613年建造の旧町役場は、ハウプト通り（本通り）沿いの町の中心に位置している。
- 町の東にあるゲマインデヴァルト（町有林）には、追悼の場ロシア人墓地がある。第二次世界大戦中、ここに強制労働者の収容所が設けられ、ポーランド人、ソヴィエト人、フランス人が捕らえられて、アウトバーン シュトゥットガルト - ハイルブロン線の建設現場や周辺工業地区での労働を強いられた。これにより11人が亡くなり、ここに葬られた[16]。この収容所は、一時的に、近隣のビーティヒハイム通過収容所の伝染病患者収容所として用いられたこともあった。
- ハウプト通りの墓地には、17世紀の「死の家」の一部である「墓地の小塔」が建っている。
- ネッカー川の中にプライデルスハイム水力発電所、プライデルスハイム副水路、プライデルスハイム堰がある。

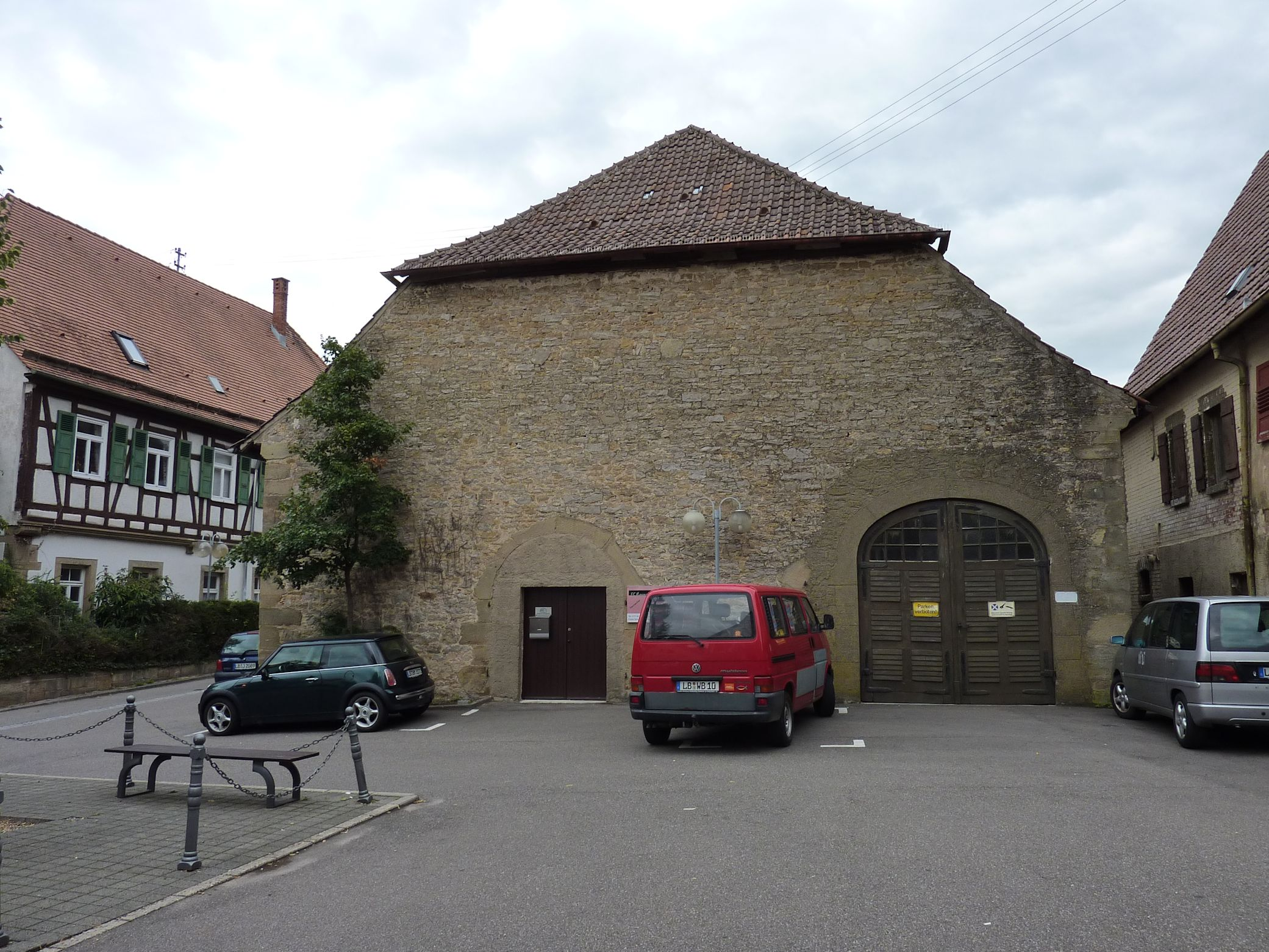
プライデルスハイムの水車（旧ブドウ搾り小屋）
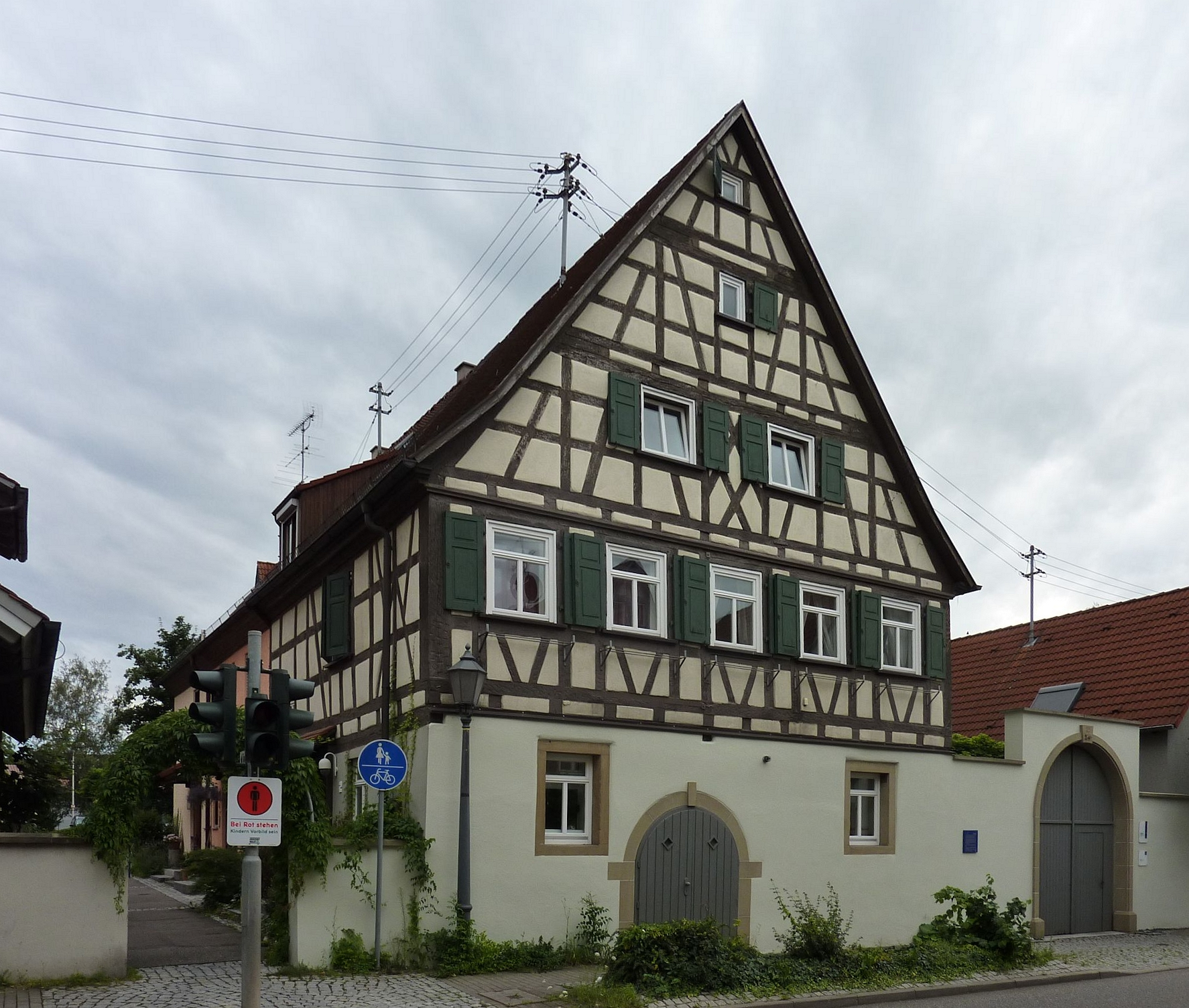
ハーゼンホーフ
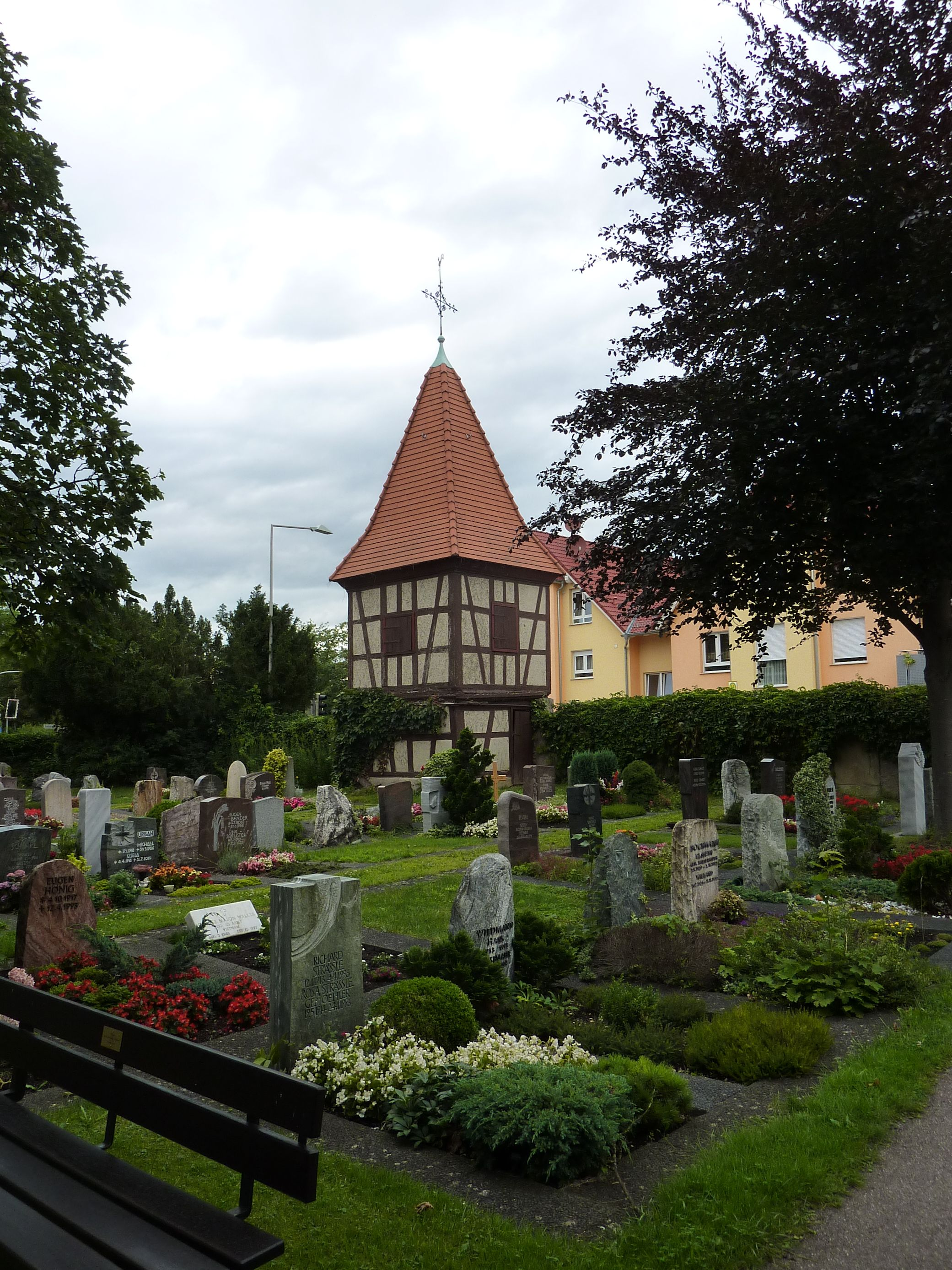
墓地の小塔
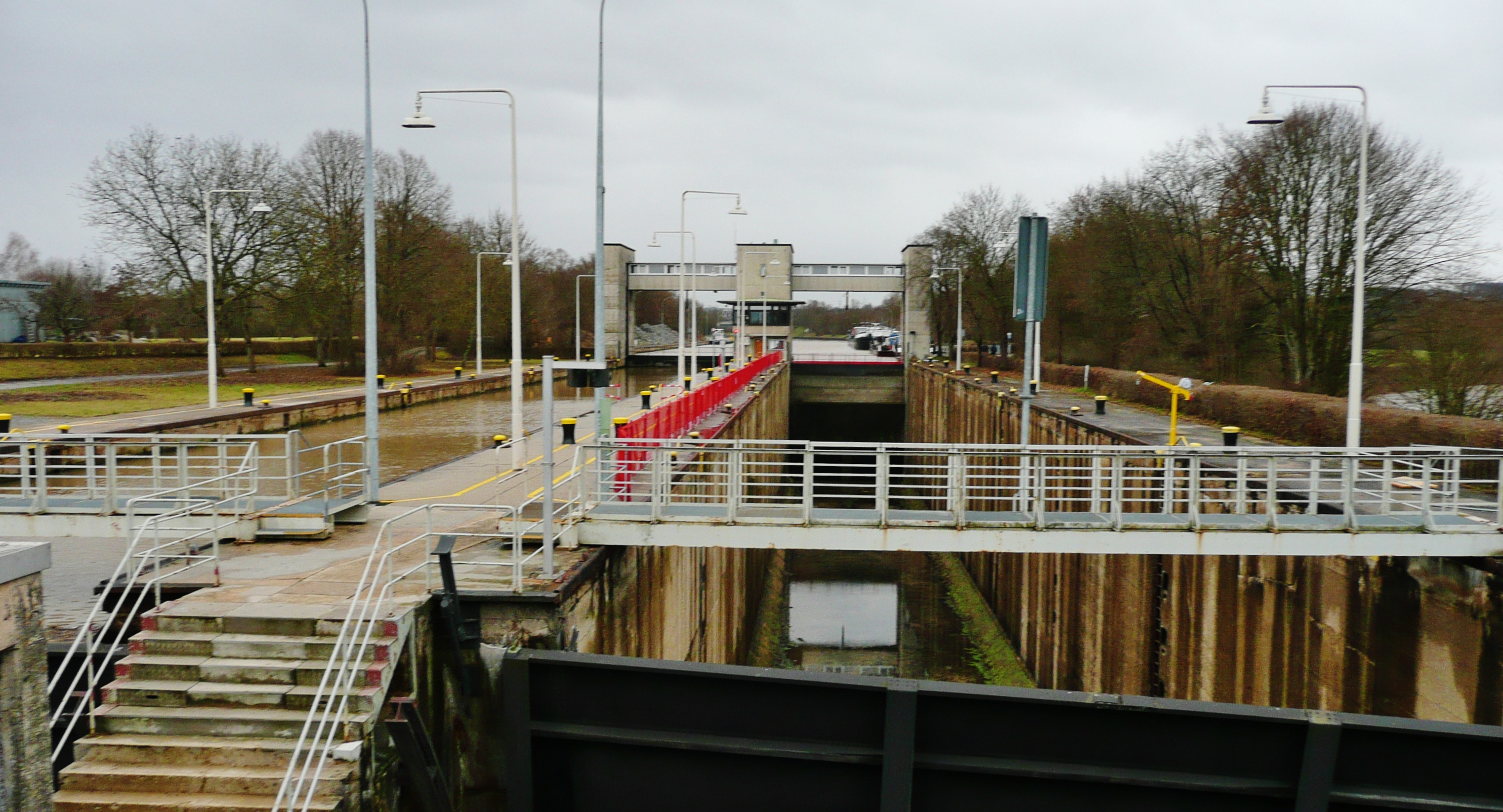
ネッカー堰

### 彫刻と泉

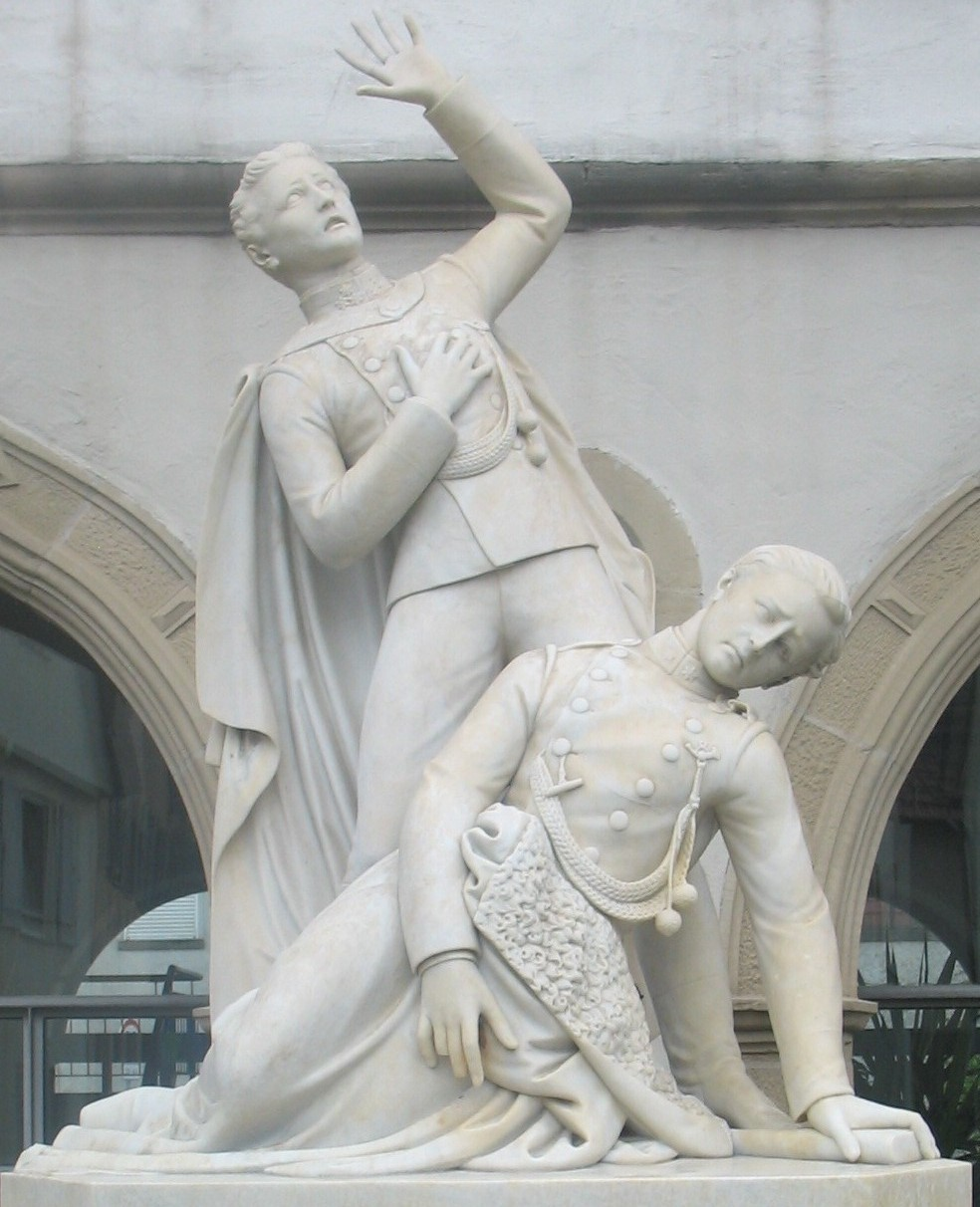
タウベ記念碑

- 旧町役場前のタウベ記念碑は、エーリヒ・フォン・タウベとアクセル・フォン・タウベの2人の兄弟を表している。彼らは、1870年から71年の普仏戦争に志願参戦して1870年12月2日のシャンピニーの戦いで戦した。この記念碑は、1885年に彫刻家ルートヴィヒ・フォン・ホーファーから町に寄贈された。彼の父親がこの町の出身であったからである。
- 町役場の泉。1971年の町役場新築に際して、イェルク・ファイルメッツガーがコンクリートで制作した泉である。
- ヒンデンブルク広場のガチョウの泉。1987年完成（イェルク・ファイルメッツガー制作）。
- バイヒンガー通りの建物前にあるアスパラガスの泉。1988年完成（イェルク・ファイルメッツガー制作）。
- フリードリヒ通りのカエルの泉。1990年完成（イェルク・ファイルメッツガー制作）。
- 町役場前の群像「ヒルゼボイヒェ」。1994年完成（イェルク・ファイルメッツガー制作）。

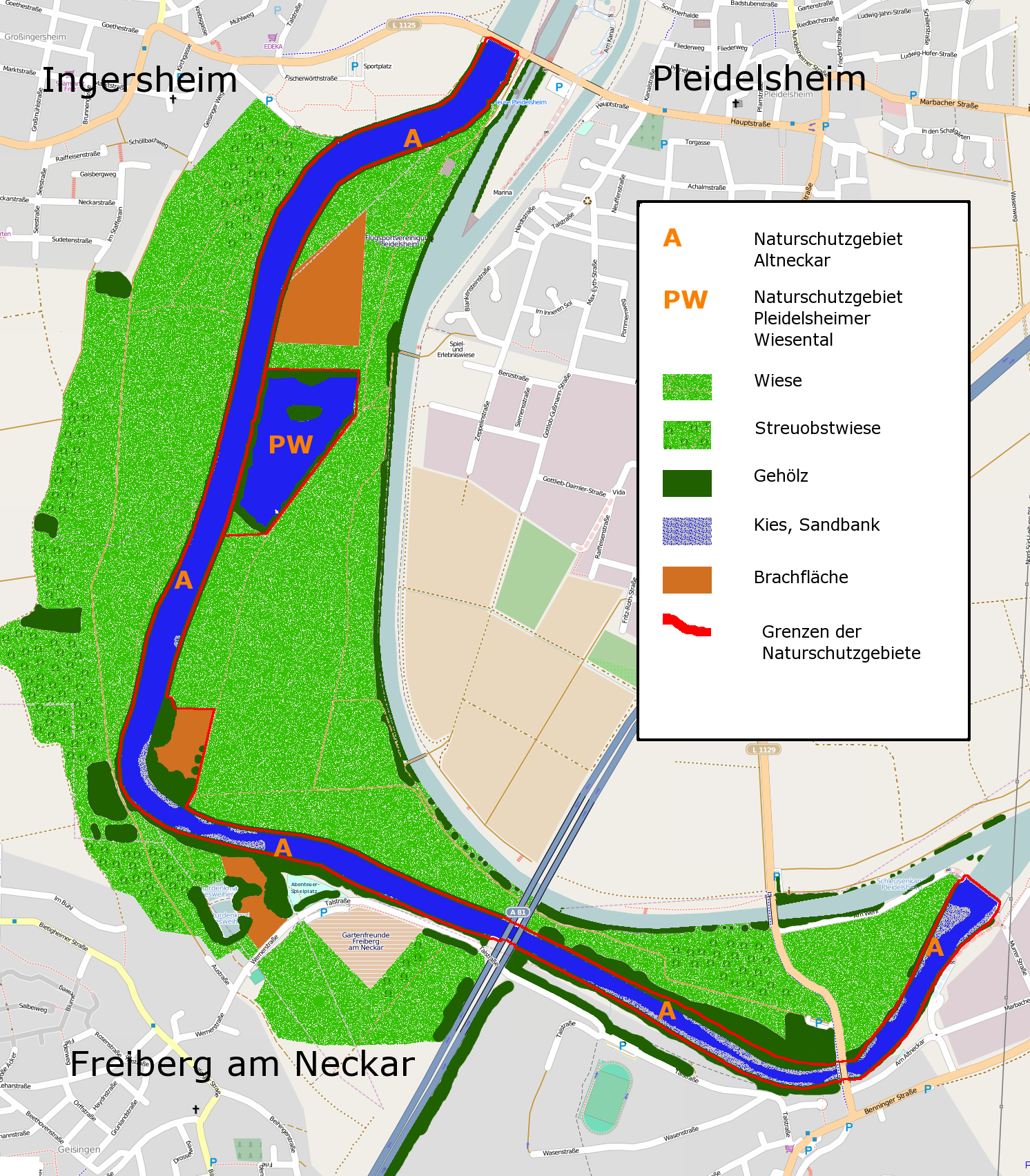
自然文化財の地図。地図中「A」がアルトネッカー自然保護区、「PW」がプライデルスハイマー・ヴィーゼンタール自然保護区

### 自然文化財
- アルトネッカー自然保護区（1979年指定、Natura 2000（ドイツ語版、英語版） 登録地域）は、ネッカー川の航行が許されていない本流から分岐した区間である[17]。
- プライデルスハイマー・ヴィーゼンタール自然保護区（1977年指定、Natura 2000 登録地域）は、かつての浚渫湖であったが、アルトネッカーに接続している。ネッカー川の23種の魚類、約79種の両生類、120種の鳥類をはじめ、多くの動植物種がここで優れた生息環境を見いだした。このためこの地域が鳥類保護区に指定されている。プライデルスハイマー・ヴィーゼンタールには自然文化財のキースヴァイアー（キース池）が含まれる[17]。
- 湿地のビオトープ「リートバッハアウエ」を含む小川は1994年に保護緑地に指定された。この公園は自然文化財のリートバッハ湿地を含む牧歌的な地域である。
- 教会広場のジルバーリンデは、2008年に伐採せざるを得ず、新しい若いセイヨウボダイジュの木に置き換えられた。
- シュティールアイヒェ・バイム・オーベレン・ゲイマンデヴァルト（ヨーロッパナラの木）は、自然文化財である。
- ベニンゲンとグロースインゲルスハイムとの間の、境界領域を含むネッカータール景観保護地区（1985年）[17]。
- グロースインゲルスハイムとヘッシヒハイムとの間の、周辺領域を含むネッカータール景観保護地区（1989年）[17]。
- グロースボットヴァールとクラインボットヴァールとの間の、境界領域を含むハルトヴァルト、カイザースバッハタール、ロールバッハタール、ベニングとハルトベルク、およびボットヴァールタール景観保護地区（1989年）[17]。

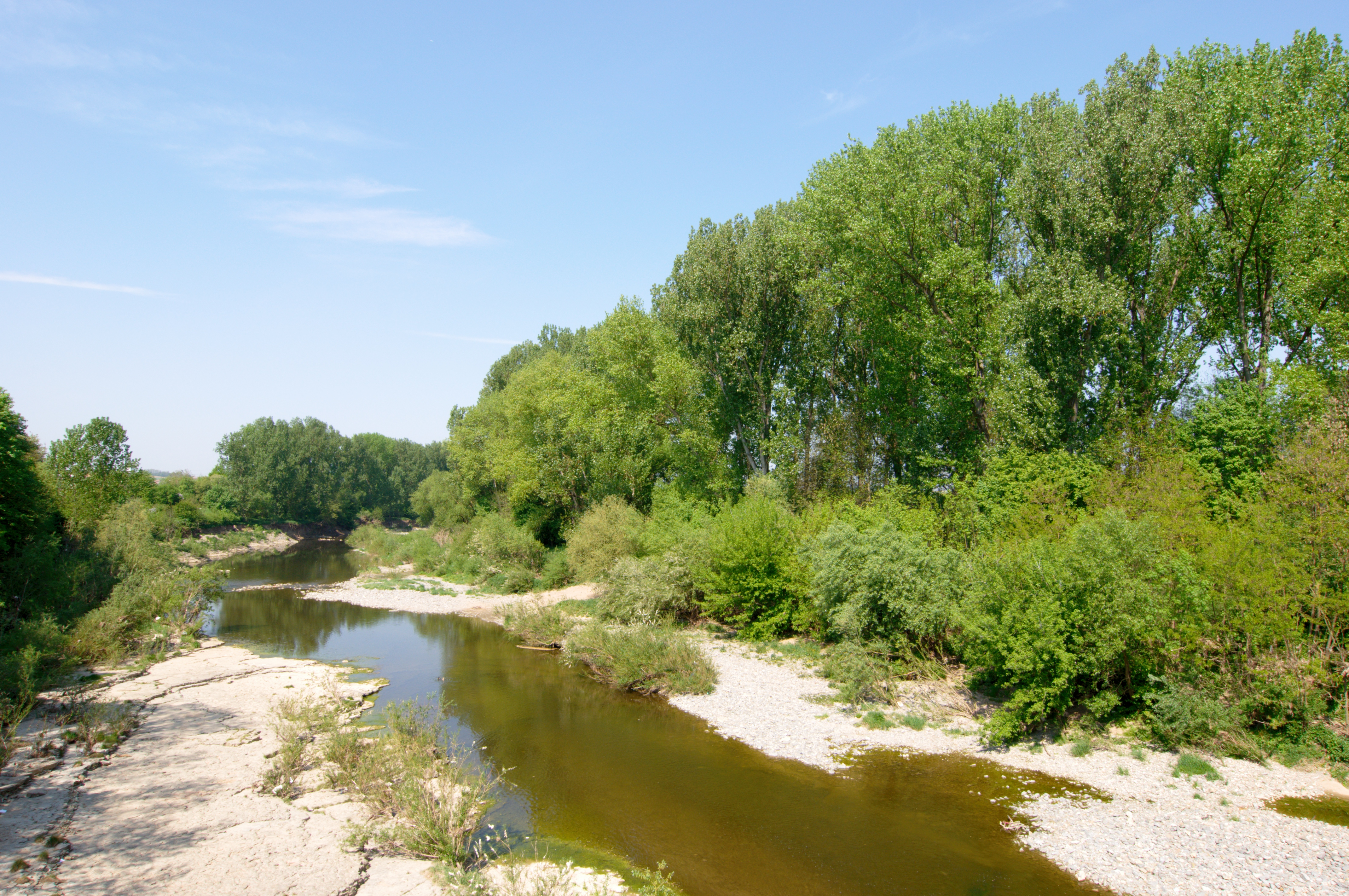
アルトネッカー自然保護区
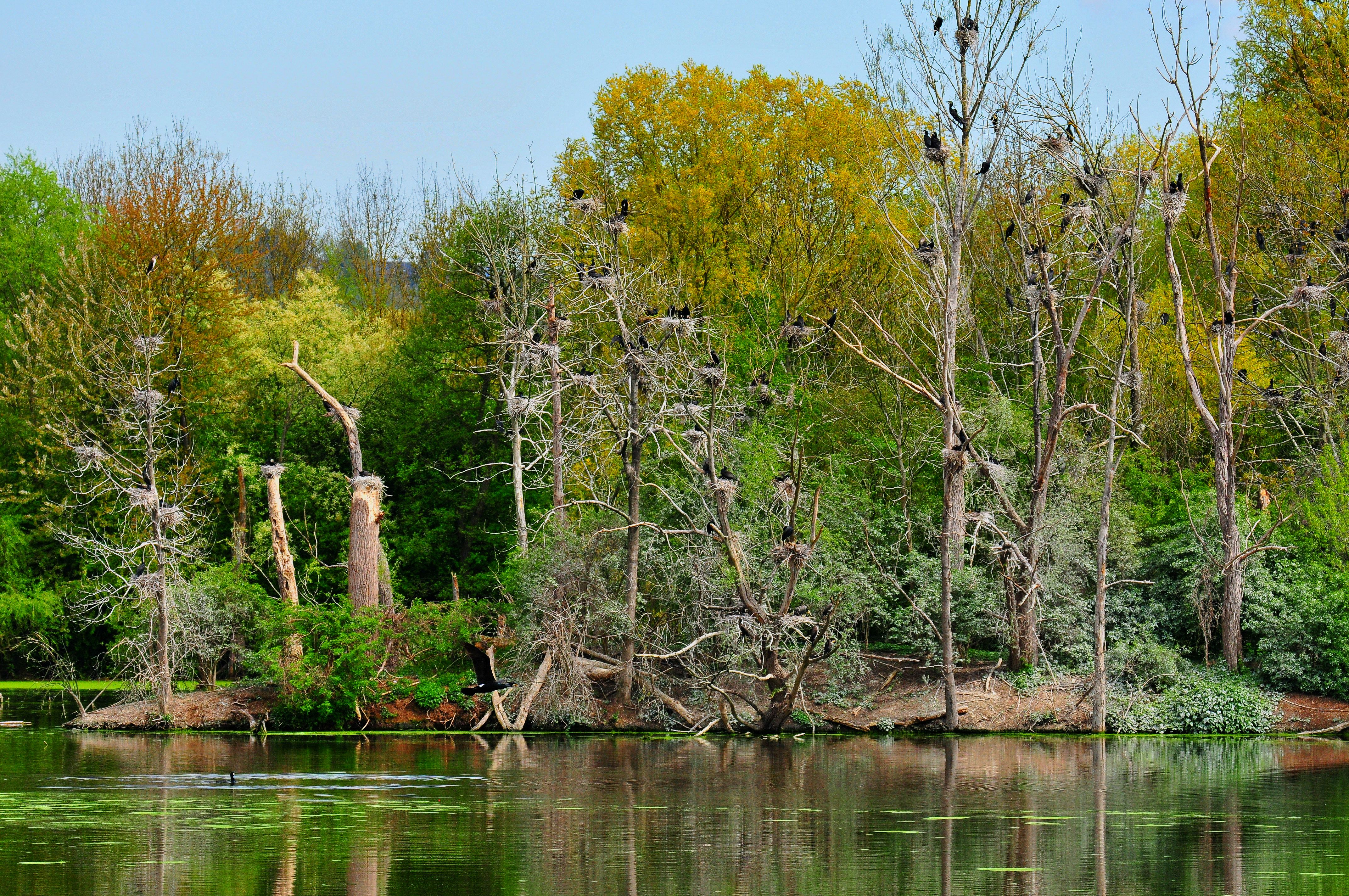
プライデルスハイマー・ヴィーゼンタール自然保護区のカワウの群

### スポーツ
GSV プライデルスハイム e.V. には2つのサッカー・チームがある。第1チームはベツィルクリーガ・エンツ＝ムル、第2チームはクライスリーガ B に参加している。ジュニア部門には11のチームがある。さらにこのクラブには大規模な体操部門がある。
町内には、グライダー飛行場や、乗馬場、テニスコートなどその他スポーツ施設がある。

### 地元料理・食材
プライデルスハイムはアスパラガスの栽培地である。

## 経済と社会資本

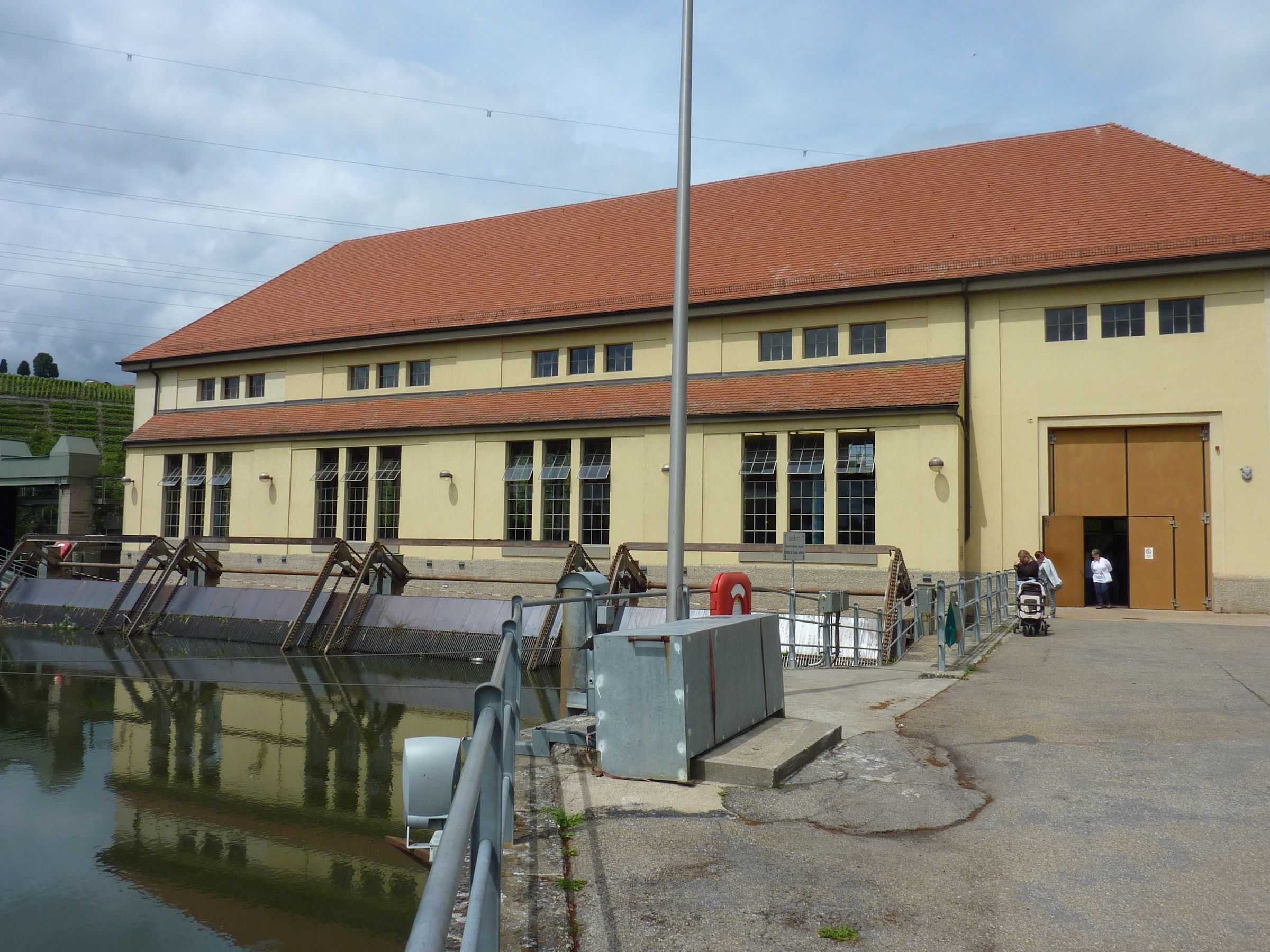
プライデルスハイム水力発電所

プライデルスハイムは、1964年から産業地区を有している。
1915年からバイヒンゲン＝プライデルスハイム電力によって建設されたネッカー川の水力発電所は、現在 Süwag エネルギー AG に属している。数度に判る改築の結果、現在の出力は 4,400 kW である。平均の年間発電量は約3000万kW時である。

### 交通
プライデルスハイムは、連邦アウトバーン A81号線で広域道路網に接続している。

### 環境ゾーン
プライデルスハイムは2007年にPM10の1日あたりの平均基準値をまもれなかったため、2008年7月1日から微細粒子状物質防止義務を負っている。プライデルスハイム工業地区や町に近いバイパス道路周辺は環境ゾーンに指定されている。

### 地元企業
- 1911年にゴットリープ・グスマンが創業したマットレス工場は、現在 フェミア・シュラーフシステム GmbH に属している。
- グライナー GmbH は、たとえば理髪用椅子などの特殊な椅子を製造している。
- フィルマ・パーカー・ハニフィン GmbH & Co. KG（Oリング部門ヨーロッパ）はパッキング製造のためにプライデルスハイムに約 300人を雇用している。
- シュパング GmbH は、ポットや花瓶などのセラミック製品を製造している。
- シュペクトラール・オーディオ家具 GmbH は、音響・技術を組み込んだ家具を製造している。
- メカトロニーク・クラシック GmbH は、自動車の修理と販売を行っている。

### メディア
プライデルスハイムでは、町の広報紙「プライデルスハイマー・ナハリヒテン」が毎週刊行されている。
プライデルスハイムのニュースは、主に、「ビーティヒハイマー・ツァイトゥング」、「ルートヴィヒスブルガー・クライスツァイトゥング」、「マールバッハー・ツァイトゥング」、「シュトゥットガルトアー・ツァイトゥング」で報道される。

### 教育
プライデルスハイムには、12クラスに約 300人の児童を擁する基礎課程学校フリーデンスシューレがある。また、公立幼稚園 3園、私立幼稚園 1園、森の幼稚園 1園がある。上級の学校には、フライベルク・アム・ネッカーのオスカー＝パレット＝シューレがある。

### ライフライン

#### エネルギー供給
この町の電力およびガス網は、Syna GmbH によって運営されている。プライデルスハイムには、110-/20-kV 変電所もある。

#### 上水道
プライデルスハイムではかつて、ルートヴィヒスブルク郡の他の市町村と比較してかなり多くのポンプ場があった。11の公共のポンプ場の他に約100の民営ポンプ場があった。これは、この町が谷に位置しており、その結果地下水が豊富なことが要因であった。最初の上水道は1928年に設けられた。
現在のプライデルスハイムの飲料水は、地元の水とボーデン湖水供給会社からの水との混合水である。

#### 下水道と塵芥処理
下水は、ビーティヒハイムのネッセルヴェルト総合汚水処理場に集められる。
塵芥処理は、ルートヴィヒスブルク郡の 100 % 子会社のルートヴィヒスブルク郡塵芥処理会社 (AVL) が行っている。AVLは、ルートヴィヒスブルク郡の委託を受けてゴミの削減、再利用、廃棄といった処理を行っている。

## 人物

### 出身者
- アーダルベルト・フォン・ケラー（ドイツ語版、英語版）（1812年 − 1883年）ドイツ文学者、ロマンス語学者

## 参考図書
- Daniel Pfeiffer (1972 - 1980). Pleidelsheimer Dorfgeschichte. Gemeindeverwaltung Pleidelsheim（32巻）
- Manfred Brix; Thomas Schulz (1994). Pleidelsheimer Heimatbuch. Horb am Neckar: Geiger（都市建設1200年周年記念）
- Burghard Rudolph (1986). Pleidelsheim: Bilder aus vergangenen Tagen. Horb am Neckar: Geiger
- Daniel Pfeiffer (1956). Geschichte der Dorfkirche Mauritius in Pleidelsheim. Ludwigsburg: Ungeheuer & Ulmer
- Christine Axmann (2004). Zwangsarbeit im Nationalsozialismus – Bedeutung und Funktion des Durch- gangslagers für „ausländische Arbeitskräfte“ in Bietigheim mit seinen Krankensammellagern in Pleidelsheim und Großsachsenheim. Univ., Magisterarbeit
- Einwohnerbuch für den Kreis Marbach: umfassend die Oberamtsstadt Marbach, die Städte Beilstein und Großbottwar; und die Bezirksgemeinden Affalterbach, Allmersbach, Auenstein, Burgstall, Erbstetten, Erdmannshausen, Gronau, Hof und Lembach, Höpfigheim, Kirchberg, Kleiaspach, Kleinbottwar, Mundelsheim, Murr, Nassach, Oberstenfeld, Ottmarsheim, Pleidelsheim, Rielingshausen, Schmidhausen, Steinheim, Weiler zum Stein, Winzerhausen und die dazu gehörenden Weiler und Höfe (2 ed.). Marbach: Remppis. (1936)
- Ursula Koch (2001). Das alamannisch-fränkische Gräberfeld bei Pleidelsheim. Theiss
- Andreas Kleinsteuber (2004). Zahn- und Kieferbefunde an Schädeln des frühmittelalterlichen Gräberfeldes von Pleidelsheim, Kreis Ludwigsburg. Gießen
- Rotraut Wolf (2001). Das alamannisch-fränkische Gräberfeld von Pleidelsheim, Kr. Ludwigsburg: Texte der Ausstellung vom 6. 11.–18. Dezember 1994 im Rathaus Pleidelsheim. Württembergisches Landesmuseum

これらの文献は、翻訳元であるドイツ語版の参考文献として挙げられていたものであり、日本語版作成に際し直接参照してはおりません。